# Cucut menut
El cucut menut (Cuculus poliocephalus) és una espècie d'ocell de la família dels cucúlids (Cuculidae) que habita boscos i matolls del nord del Pakistan i de l'Índia, Myanmar, Xina, sud de Sibèria, Corea i Japó.